# Trabada
Trabada település Spanyolországban, Lugo tartományban. Trabada A Pontenova, Riotorto, Lourenzá, Barreiros Municipality, Ribadeo, Vegadeo és San Tiso d'Abres községekkel határos. Lakosainak száma 1083 fő (2024).

## Népesség
A település népessége az elmúlt években az alábbi módon változott:
| Lakosok száma | 1641 | 1552 | 1451 | 1392 | 1268 | 1203 | 1117 | 1118 | 1107 | 1083 |
|               | 2001 | 2004 | 2007 | 2009 | 2012 | 2014 | 2017 | 2019 | 2022 | 2024 |